# Tour de Turquía 2018
La 54.ª edición de la Tour de Turquía (nombre oficial: Presidential Cycling Tour of Turkey) fue una carrera de ciclismo en ruta por etapas que se celebró entre el 9 y el 14 de octubre de 2018 en Turquía con inicio en la ciudad de Konya y final en la ciudad de Estambul sobre un recorrido de 950 kilómetros.
La carrera formó parte del UCI WorldTour 2018, siendo la trigésima quinta competición del calendario de máxima categoría mundial, y fue ganada por el español Eduard Prades del Euskadi Basque Country-Murias. El kazajo Alexey Lutsenko del Astana y el australiano Nathan Haas del Katusha-Alpecin completaron el podio como segundo y tercer clasificado respectivamente.

## Equipos participantes
Tomaron parte en la carrera 20 equipos: 9 de categoría UCI WorldTeam; 10 de categoría Profesional Continental; y el equipo nacional de Turquía. Formando así un pelotón de 138 ciclistas de los que terminaron 135. Los equipos participantes fueron:
| WorldTeams (9)- Astana - Bahrain-Merida - BMC Racing Team - Bora-Hansgrohe - Quick-Step Floors - Katusha-Alpecin - Team Sunweb - Trek-Segafredo - UAE Team Emirates Equipos continentales profesionales (10)- Burgos-BH - Caja Rural-Seguros RGA - CCC Sprandi Polkowice - Delko-Marseille Provence-KTM - Euskadi Basque Country-Murias - Gazprom-RusVelo - Manzana Postobón - Sport Vlaanderen-Baloise - WB-Aqua Protect-Veranclassic - Wilier Triestina-Selle Italia Equipo nacional- Turquía |
| |

## Recorrido
La Vuelta a Turquía dispuso de seis etapas divididas en dos etapas llanas, dos de media montaña, y dos etapas de alta montaña, para un recorrido total de 950 kilómetros.

## Etapas
| Etapa     | Fecha     | Recorrido          | type                   | Distancia (km) | Ganador             | Líder               |
| --------- | --------- | ------------------ | ---------------------- | -------------- | ------------------- | ------------------- |
| 1.ª etapa | 9 de oct  | Konya – Konya      | etapa de media montaña | 149,7          | Maximiliano Richeze | Maximiliano Richeze |
| 2.ª etapa | 10 de oct | Alanya – Antalya   | etapa llana            | 154,1          | Sam Bennett         | Sam Bennett         |
| 3.ª etapa | 11 de oct | Fethiye – Marmaris | etapa de montaña       | 137            | Sam Bennett         | Sam Bennett         |
| 4.ª etapa | 12 de oct | Marmaris – Selçuk  | etapa de montaña       | 206,7          | Alexéi Lutsenko     | Alexéi Lutsenko     |
| 5.ª etapa | 13 de oct | Selçuk – Manisa    | etapa de media montaña | 136,5          | Álvaro Hodeg        | Alexéi Lutsenko     |
| 6.ª etapa | 14 de oct | Bursa – Estambul   | etapa llana            | 166            | Sam Bennett         | Eduard Prades       |

## Desarrollo de la carrera

### 1.ª etapa
| Konya - Konya | etapa de media montaña | (149,7 km) |

| \| Clasificación de la etapa \| Clasificación de la etapa \| Clasificación de la etapa \| Clasificación de la etapa \| Clasificación de la etapa \| \| Ciclista \| Ciclista \| Equipo \| Tiempo \| \| \| ------------------------- \| ------------------------- \| ----------------------------- \| ------------------------- \| ------------------------- \| \| 1.º \| Maximiliano Richeze \| Quick-Step Floors \| 3 h 29 min 14 s \| \| \| 2.º \| Sam Bennett \| Bora-Hansgrohe \| + 0 s \| \| \| 3.º \| Jean-Pierre Drucker \| BMC Racing Team \| + 0 s \| \| \| 4.º \| Álvaro Hodeg \| Quick-Step Floors \| + 0 s \| \| \| 5.º \| Brenton Jones \| Delko-Marseille Provence-KTM \| + 0 s \| \| \| 6.º \| Simone Consonni \| UAE Team Emirates \| + 0 s \| \| \| 7.º \| Enrique Sanz \| Euskadi-Murias \| + 0 s \| \| \| 8.º \| Christophe Noppe \| Sport Vlaanderen-Baloise \| + 0 s \| \| \| 9.º \| Edward Theuns \| Team Sunweb \| + 0 s \| \| \| 10.º \| Luca Pacioni \| Wilier Triestina-Selle Italia \| + 0 s \| \| |                     |                               |                 |
| |                     |                               |                 |
| |                     |                               |                 |
| Clasificación de la etapa |                     |                               |                 |
| Ciclista | Ciclista            | Equipo                        | Tiempo          |
| 1.º | Maximiliano Richeze | Quick-Step Floors             | 3 h 29 min 14 s |
| 2.º | Sam Bennett         | Bora-Hansgrohe                | + 0 s           |
| 3.º | Jean-Pierre Drucker | BMC Racing Team               | + 0 s           |
| 4.º | Álvaro Hodeg        | Quick-Step Floors             | + 0 s           |
| 5.º | Brenton Jones       | Delko-Marseille Provence-KTM  | + 0 s           |
| 6.º | Simone Consonni     | UAE Team Emirates             | + 0 s           |
| 7.º | Enrique Sanz        | Euskadi-Murias                | + 0 s           |
| 8.º | Christophe Noppe    | Sport Vlaanderen-Baloise      | + 0 s           |
| 9.º | Edward Theuns       | Team Sunweb                   | + 0 s           |
| 10.º | Luca Pacioni        | Wilier Triestina-Selle Italia | + 0 s           |

| \| Clasificación general \| Clasificación general \| Clasificación general \| Clasificación general \| Clasificación general \| \| Ciclista \| Ciclista \| Equipo \| Tiempo \| \| \| --------------------- \| --------------------- \| ---------------------------- \| --------------------- \| --------------------- \| \| 1.º \| Maximiliano Richeze \| Quick-Step Floors \| 3 h 29 min 04 s \| \| \| 2.º \| Sam Bennett \| Bora-Hansgrohe \| + 4 s \| \| \| 3.º \| Jean-Pierre Drucker \| BMC Racing Team \| + 6 s \| \| \| 4.º \| Kenneth Van Rooy \| Sport Vlaanderen-Baloise \| + 7 s \| \| \| 5.º \| Beñat Txoperena \| Euskadi-Murias \| + 9 s \| \| \| 6.º \| Brenton Jones \| Delko-Marseille Provence-KTM \| + 10 s \| \| \| 7.º \| Simone Consonni \| UAE Team Emirates \| + 10 s \| \| \| 8.º \| Enrique Sanz \| Euskadi-Murias \| + 10 s \| \| \| 9.º \| Christophe Noppe \| Sport Vlaanderen-Baloise \| + 10 s \| \| \| 10.º \| Edward Theuns \| Team Sunweb \| + 10 s \| \| |                     |                              |                 |
| |                     |                              |                 |
| |                     |                              |                 |
| Clasificación general |                     |                              |                 |
| Ciclista | Ciclista            | Equipo                       | Tiempo          |
| 1.º | Maximiliano Richeze | Quick-Step Floors            | 3 h 29 min 04 s |
| 2.º | Sam Bennett         | Bora-Hansgrohe               | + 4 s           |
| 3.º | Jean-Pierre Drucker | BMC Racing Team              | + 6 s           |
| 4.º | Kenneth Van Rooy    | Sport Vlaanderen-Baloise     | + 7 s           |
| 5.º | Beñat Txoperena     | Euskadi-Murias               | + 9 s           |
| 6.º | Brenton Jones       | Delko-Marseille Provence-KTM | + 10 s          |
| 7.º | Simone Consonni     | UAE Team Emirates            | + 10 s          |
| 8.º | Enrique Sanz        | Euskadi-Murias               | + 10 s          |
| 9.º | Christophe Noppe    | Sport Vlaanderen-Baloise     | + 10 s          |
| 10.º | Edward Theuns       | Team Sunweb                  | + 10 s          |

### 2.ª etapa
| Alanya - Antalya | etapa llana | (154,1 km) |

| \| Clasificación de la etapa \| Clasificación de la etapa \| Clasificación de la etapa \| Clasificación de la etapa \| Clasificación de la etapa \| \| Ciclista \| Ciclista \| Equipo \| Tiempo \| \| \| ------------------------- \| ------------------------- \| ----------------------------- \| ------------------------- \| ------------------------- \| \| 1.º \| Sam Bennett \| Bora-Hansgrohe \| 3 h 24 min 37 s \| \| \| 2.º \| Álvaro Hodeg \| Quick-Step Floors \| + 0 s \| \| \| 3.º \| Simone Consonni \| UAE Team Emirates \| + 0 s \| \| \| 4.º \| Jean-Pierre Drucker \| BMC Racing Team \| + 0 s \| \| \| 5.º \| Iván García Cortina \| Bahrain-Merida \| + 0 s \| \| \| 6.º \| Edward Theuns \| Team Sunweb \| + 0 s \| \| \| 7.º \| John Degenkolb \| Trek-Segafredo \| + 0 s \| \| \| 8.º \| Enrique Sanz \| Euskadi-Murias \| + 0 s \| \| \| 9.º \| Luca Pacioni \| Wilier Triestina-Selle Italia \| + 0 s \| \| \| 10.º \| Aleksandr Porsev \| Gazprom-RusVelo \| + 0 s \| \| |                     |                               |                 |
| |                     |                               |                 |
| |                     |                               |                 |
| Clasificación de la etapa |                     |                               |                 |
| Ciclista | Ciclista            | Equipo                        | Tiempo          |
| 1.º | Sam Bennett         | Bora-Hansgrohe                | 3 h 24 min 37 s |
| 2.º | Álvaro Hodeg        | Quick-Step Floors             | + 0 s           |
| 3.º | Simone Consonni     | UAE Team Emirates             | + 0 s           |
| 4.º | Jean-Pierre Drucker | BMC Racing Team               | + 0 s           |
| 5.º | Iván García Cortina | Bahrain-Merida                | + 0 s           |
| 6.º | Edward Theuns       | Team Sunweb                   | + 0 s           |
| 7.º | John Degenkolb      | Trek-Segafredo                | + 0 s           |
| 8.º | Enrique Sanz        | Euskadi-Murias                | + 0 s           |
| 9.º | Luca Pacioni        | Wilier Triestina-Selle Italia | + 0 s           |
| 10.º | Aleksandr Porsev    | Gazprom-RusVelo               | + 0 s           |

| \| Clasificación general \| Clasificación general \| Clasificación general \| Clasificación general \| Clasificación general \| \| Ciclista \| Ciclista \| Equipo \| Tiempo \| \| \| --------------------- \| --------------------- \| ------------------------ \| --------------------- \| --------------------- \| \| 1.º \| Sam Bennett \| Bora-Hansgrohe \| 6 h 53 min 35 s \| \| \| 2.º \| Maximiliano Richeze \| Quick-Step Floors \| + 6 s \| \| \| 3.º \| Jean-Pierre Drucker \| BMC Racing Team \| + 12 s \| \| \| 4.º \| Simone Consonni \| UAE Team Emirates \| + 12 s \| \| \| 5.º \| Kenneth Van Rooy \| Sport Vlaanderen-Baloise \| + 13 s \| \| \| 6.º \| Thomas Sprengers \| Sport Vlaanderen-Baloise \| + 13 s \| \| \| 7.º \| Josu Zabala \| Caja Rural-Seguros RGA \| + 14 s \| \| \| 8.º \| Beñat Txoperena \| Euskadi-Murias \| + 15 s \| \| \| 9.º \| Fernando Orjuela \| Manzana Postobón \| + 15 s \| \| \| 10.º \| Edward Theuns \| Team Sunweb \| + 16 s \| \| |                     |                          |                 |
| |                     |                          |                 |
| |                     |                          |                 |
| Clasificación general |                     |                          |                 |
| Ciclista | Ciclista            | Equipo                   | Tiempo          |
| 1.º | Sam Bennett         | Bora-Hansgrohe           | 6 h 53 min 35 s |
| 2.º | Maximiliano Richeze | Quick-Step Floors        | + 6 s           |
| 3.º | Jean-Pierre Drucker | BMC Racing Team          | + 12 s          |
| 4.º | Simone Consonni     | UAE Team Emirates        | + 12 s          |
| 5.º | Kenneth Van Rooy    | Sport Vlaanderen-Baloise | + 13 s          |
| 6.º | Thomas Sprengers    | Sport Vlaanderen-Baloise | + 13 s          |
| 7.º | Josu Zabala         | Caja Rural-Seguros RGA   | + 14 s          |
| 8.º | Beñat Txoperena     | Euskadi-Murias           | + 15 s          |
| 9.º | Fernando Orjuela    | Manzana Postobón         | + 15 s          |
| 10.º | Edward Theuns       | Team Sunweb              | + 16 s          |

### 3.ª etapa
| Fethiye - Marmaris | etapa de montaña | (137 km) |

| \| Clasificación de la etapa \| Clasificación de la etapa \| Clasificación de la etapa \| Clasificación de la etapa \| Clasificación de la etapa \| \| Ciclista \| Ciclista \| Equipo \| Tiempo \| \| \| ------------------------- \| ------------------------- \| ---------------------------- \| ------------------------- \| ------------------------- \| \| 1.º \| Sam Bennett \| Bora-Hansgrohe \| 3 h 16 min 27 s \| \| \| 2.º \| Maximiliano Richeze \| Quick-Step Floors \| + 0 s \| \| \| 3.º \| John Degenkolb \| Trek-Segafredo \| + 0 s \| \| \| 4.º \| Patrick Bevin \| BMC Racing Team \| + 0 s \| \| \| 5.º \| Ahmet Örken \| Turquía \| + 0 s \| \| \| 6.º \| Iván García Cortina \| Bahrain-Merida \| + 26 s \| \| \| 7.º \| Alexéi Lutsenko \| Astana \| + 26 s \| \| \| 8.º \| Nathan Haas \| Katusha-Alpecin \| + 26 s \| \| \| 9.º \| Przemysław Kasperkiewicz \| Delko-Marseille Provence-KTM \| + 26 s \| \| \| 10.º \| Mikel Aristi \| Euskadi-Murias \| + 26 s \| \| |                          |                              |                 |
| |                          |                              |                 |
| |                          |                              |                 |
| Clasificación de la etapa |                          |                              |                 |
| Ciclista | Ciclista                 | Equipo                       | Tiempo          |
| 1.º | Sam Bennett              | Bora-Hansgrohe               | 3 h 16 min 27 s |
| 2.º | Maximiliano Richeze      | Quick-Step Floors            | + 0 s           |
| 3.º | John Degenkolb           | Trek-Segafredo               | + 0 s           |
| 4.º | Patrick Bevin            | BMC Racing Team              | + 0 s           |
| 5.º | Ahmet Örken              | Turquía                      | + 0 s           |
| 6.º | Iván García Cortina      | Bahrain-Merida               | + 26 s          |
| 7.º | Alexéi Lutsenko          | Astana                       | + 26 s          |
| 8.º | Nathan Haas              | Katusha-Alpecin              | + 26 s          |
| 9.º | Przemysław Kasperkiewicz | Delko-Marseille Provence-KTM | + 26 s          |
| 10.º | Mikel Aristi             | Euskadi-Murias               | + 26 s          |

| \| Clasificación general \| Clasificación general \| Clasificación general \| Clasificación general \| Clasificación general \| \| Ciclista \| Ciclista \| Equipo \| Tiempo \| \| \| --------------------- \| --------------------- \| ------------------------ \| --------------------- \| --------------------- \| \| 1.º \| Sam Bennett \| Bora-Hansgrohe \| 10 h 09 min 52 s \| \| \| 2.º \| Maximiliano Richeze \| Quick-Step Floors \| + 10 s \| \| \| 3.º \| John Degenkolb \| Trek-Segafredo \| + 22 s \| \| \| 4.º \| Jean-Pierre Drucker \| BMC Racing Team \| + 22 s \| \| \| 5.º \| Thomas Sprengers \| Sport Vlaanderen-Baloise \| + 23 s \| \| \| 6.º \| Josu Zabala \| Caja Rural-Seguros RGA \| + 24 s \| \| \| 7.º \| Fernando Orjuela \| Manzana Postobón \| + 25 s \| \| \| 8.º \| Iván García Cortina \| Bahrain-Merida \| + 26 s \| \| \| 9.º \| Nathan Haas \| Katusha-Alpecin \| + 26 s \| \| \| 10.º \| Eduard Prades \| Euskadi-Murias \| + 26 s \| \| |                     |                          |                  |
| |                     |                          |                  |
| |                     |                          |                  |
| Clasificación general |                     |                          |                  |
| Ciclista | Ciclista            | Equipo                   | Tiempo           |
| 1.º | Sam Bennett         | Bora-Hansgrohe           | 10 h 09 min 52 s |
| 2.º | Maximiliano Richeze | Quick-Step Floors        | + 10 s           |
| 3.º | John Degenkolb      | Trek-Segafredo           | + 22 s           |
| 4.º | Jean-Pierre Drucker | BMC Racing Team          | + 22 s           |
| 5.º | Thomas Sprengers    | Sport Vlaanderen-Baloise | + 23 s           |
| 6.º | Josu Zabala         | Caja Rural-Seguros RGA   | + 24 s           |
| 7.º | Fernando Orjuela    | Manzana Postobón         | + 25 s           |
| 8.º | Iván García Cortina | Bahrain-Merida           | + 26 s           |
| 9.º | Nathan Haas         | Katusha-Alpecin          | + 26 s           |
| 10.º | Eduard Prades       | Euskadi-Murias           | + 26 s           |

### 4.ª etapa
| Marmaris - Selçuk | etapa de montaña | (206,7 km) |

| \| Clasificación de la etapa \| Clasificación de la etapa \| Clasificación de la etapa \| Clasificación de la etapa \| Clasificación de la etapa \| \| Ciclista \| Ciclista \| Equipo \| Tiempo \| \| \| ------------------------- \| ------------------------- \| ---------------------------- \| ------------------------- \| ------------------------- \| \| 1.º \| Alexéi Lutsenko \| Astana \| 5 h 24 min 22 s \| \| \| 2.º \| Diego Ulissi \| UAE Team Emirates \| + 0 s \| \| \| 3.º \| Eduard Prades \| Euskadi-Murias \| + 0 s \| \| \| 4.º \| James Knox \| Quick-Step Floors \| + 0 s \| \| \| 5.º \| Nicolas Roche \| BMC Racing Team \| + 0 s \| \| \| 6.º \| Ruben Guerreiro \| Trek-Segafredo \| + 0 s \| \| \| 7.º \| Mauro Finetto \| Delko-Marseille Provence-KTM \| + 0 s \| \| \| 8.º \| Delio Fernández \| Delko-Marseille Provence-KTM \| + 0 s \| \| \| 9.º \| Matteo Fabbro \| Katusha-Alpecin \| + 0 s \| \| \| 10.º \| Kilian Frankiny \| BMC Racing Team \| + 0 s \| \| |                 |                              |                 |
| |                 |                              |                 |
| |                 |                              |                 |
| Clasificación de la etapa |                 |                              |                 |
| Ciclista | Ciclista        | Equipo                       | Tiempo          |
| 1.º | Alexéi Lutsenko | Astana                       | 5 h 24 min 22 s |
| 2.º | Diego Ulissi    | UAE Team Emirates            | + 0 s           |
| 3.º | Eduard Prades   | Euskadi-Murias               | + 0 s           |
| 4.º | James Knox      | Quick-Step Floors            | + 0 s           |
| 5.º | Nicolas Roche   | BMC Racing Team              | + 0 s           |
| 6.º | Ruben Guerreiro | Trek-Segafredo               | + 0 s           |
| 7.º | Mauro Finetto   | Delko-Marseille Provence-KTM | + 0 s           |
| 8.º | Delio Fernández | Delko-Marseille Provence-KTM | + 0 s           |
| 9.º | Matteo Fabbro   | Katusha-Alpecin              | + 0 s           |
| 10.º | Kilian Frankiny | BMC Racing Team              | + 0 s           |

| \| Clasificación general \| Clasificación general \| Clasificación general \| Clasificación general \| Clasificación general \| \| Ciclista \| Ciclista \| Equipo \| Tiempo \| \| \| --------------------- \| --------------------- \| ---------------------------- \| --------------------- \| --------------------- \| \| 1.º \| Alexéi Lutsenko \| Astana \| 15 h 34 min 30 s \| \| \| 2.º \| Diego Ulissi \| UAE Team Emirates \| + 4 s \| \| \| 3.º \| Eduard Prades \| Euskadi-Murias \| + 6 s \| \| \| 4.º \| Nathan Haas \| Katusha-Alpecin \| + 10 s \| \| \| 5.º \| Ruben Guerreiro \| Trek-Segafredo \| + 10 s \| \| \| 6.º \| Delio Fernández \| Delko-Marseille Provence-KTM \| + 10 s \| \| \| 7.º \| Fabio Felline \| Trek-Segafredo \| + 10 s \| \| \| 8.º \| Mauro Finetto \| Delko-Marseille Provence-KTM \| + 10 s \| \| \| 9.º \| Matteo Fabbro \| Katusha-Alpecin \| + 10 s \| \| \| 10.º \| Nicolas Roche \| BMC Racing Team \| + 10 s \| \| |                 |                              |                  |
| |                 |                              |                  |
| |                 |                              |                  |
| Clasificación general |                 |                              |                  |
| Ciclista | Ciclista        | Equipo                       | Tiempo           |
| 1.º | Alexéi Lutsenko | Astana                       | 15 h 34 min 30 s |
| 2.º | Diego Ulissi    | UAE Team Emirates            | + 4 s            |
| 3.º | Eduard Prades   | Euskadi-Murias               | + 6 s            |
| 4.º | Nathan Haas     | Katusha-Alpecin              | + 10 s           |
| 5.º | Ruben Guerreiro | Trek-Segafredo               | + 10 s           |
| 6.º | Delio Fernández | Delko-Marseille Provence-KTM | + 10 s           |
| 7.º | Fabio Felline   | Trek-Segafredo               | + 10 s           |
| 8.º | Mauro Finetto   | Delko-Marseille Provence-KTM | + 10 s           |
| 9.º | Matteo Fabbro   | Katusha-Alpecin              | + 10 s           |
| 10.º | Nicolas Roche   | BMC Racing Team              | + 10 s           |

### 5.ª etapa
| Selçuk - Manisa | etapa de media montaña | (136,5 km) |

| \| Clasificación de la etapa \| Clasificación de la etapa \| Clasificación de la etapa \| Clasificación de la etapa \| Clasificación de la etapa \| \| Ciclista \| Ciclista \| Equipo \| Tiempo \| \| \| ------------------------- \| ------------------------- \| ------------------------- \| ------------------------- \| ------------------------- \| \| 1.º \| Álvaro Hodeg \| Quick-Step Floors \| 3 h 15 min 12 s \| \| \| 2.º \| John Degenkolb \| Trek-Segafredo \| + 0 s \| \| \| 3.º \| Nathan Haas \| Katusha-Alpecin \| + 0 s \| \| \| 4.º \| Sam Bennett \| Bora-Hansgrohe \| + 0 s \| \| \| 5.º \| Christophe Noppe \| Sport Vlaanderen-Baloise \| + 0 s \| \| \| 6.º \| Edward Theuns \| Team Sunweb \| + 0 s \| \| \| 7.º \| Szymon Sajnok \| CCC Sprandi Polkowice \| + 0 s \| \| \| 8.º \| Maximiliano Richeze \| Quick-Step Floors \| + 0 s \| \| \| 9.º \| Aleksandr Porsev \| Gazprom-RusVelo \| + 0 s \| \| \| 10.º \| Simone Consonni \| UAE Team Emirates \| + 0 s \| \| |                     |                          |                 |
| |                     |                          |                 |
| |                     |                          |                 |
| Clasificación de la etapa |                     |                          |                 |
| Ciclista | Ciclista            | Equipo                   | Tiempo          |
| 1.º | Álvaro Hodeg        | Quick-Step Floors        | 3 h 15 min 12 s |
| 2.º | John Degenkolb      | Trek-Segafredo           | + 0 s           |
| 3.º | Nathan Haas         | Katusha-Alpecin          | + 0 s           |
| 4.º | Sam Bennett         | Bora-Hansgrohe           | + 0 s           |
| 5.º | Christophe Noppe    | Sport Vlaanderen-Baloise | + 0 s           |
| 6.º | Edward Theuns       | Team Sunweb              | + 0 s           |
| 7.º | Szymon Sajnok       | CCC Sprandi Polkowice    | + 0 s           |
| 8.º | Maximiliano Richeze | Quick-Step Floors        | + 0 s           |
| 9.º | Aleksandr Porsev    | Gazprom-RusVelo          | + 0 s           |
| 10.º | Simone Consonni     | UAE Team Emirates        | + 0 s           |

| \| Clasificación general \| Clasificación general \| Clasificación general \| Clasificación general \| Clasificación general \| \| Ciclista \| Ciclista \| Equipo \| Tiempo \| \| \| --------------------- \| --------------------- \| ---------------------------- \| --------------------- \| --------------------- \| \| 1.º \| Alexéi Lutsenko \| Astana \| 18 h 49 min 42 s \| \| \| 2.º \| Nathan Haas \| Katusha-Alpecin \| + 4 s \| \| \| 3.º \| Diego Ulissi \| UAE Team Emirates \| + 4 s \| \| \| 4.º \| Eduard Prades \| Euskadi-Murias \| + 6 s \| \| \| 5.º \| Fabio Felline \| Trek-Segafredo \| + 9 s \| \| \| 6.º \| Ruben Guerreiro \| Trek-Segafredo \| + 10 s \| \| \| 7.º \| Delio Fernández \| Delko-Marseille Provence-KTM \| + 10 s \| \| \| 8.º \| Matteo Fabbro \| Katusha-Alpecin \| + 10 s \| \| \| 9.º \| Mauro Finetto \| Delko-Marseille Provence-KTM \| + 10 s \| \| \| 10.º \| Nicolas Roche \| BMC Racing Team \| + 10 s \| \| |                 |                              |                  |
| |                 |                              |                  |
| |                 |                              |                  |
| Clasificación general |                 |                              |                  |
| Ciclista | Ciclista        | Equipo                       | Tiempo           |
| 1.º | Alexéi Lutsenko | Astana                       | 18 h 49 min 42 s |
| 2.º | Nathan Haas     | Katusha-Alpecin              | + 4 s            |
| 3.º | Diego Ulissi    | UAE Team Emirates            | + 4 s            |
| 4.º | Eduard Prades   | Euskadi-Murias               | + 6 s            |
| 5.º | Fabio Felline   | Trek-Segafredo               | + 9 s            |
| 6.º | Ruben Guerreiro | Trek-Segafredo               | + 10 s           |
| 7.º | Delio Fernández | Delko-Marseille Provence-KTM | + 10 s           |
| 8.º | Matteo Fabbro   | Katusha-Alpecin              | + 10 s           |
| 9.º | Mauro Finetto   | Delko-Marseille Provence-KTM | + 10 s           |
| 10.º | Nicolas Roche   | BMC Racing Team              | + 10 s           |

### 6.ª etapa
| Bursa - Estambul | etapa llana | (166 km) |

| \| Clasificación de la etapa \| Clasificación de la etapa \| Clasificación de la etapa \| Clasificación de la etapa \| Clasificación de la etapa \| \| Ciclista \| Ciclista \| Equipo \| Tiempo \| \| \| ------------------------- \| ------------------------- \| ------------------------- \| ------------------------- \| ------------------------- \| \| 1.º \| Sam Bennett \| Bora-Hansgrohe \| 3 h 36 min 28 s \| \| \| 2.º \| Eduard Prades \| Euskadi-Murias \| + 6 s \| \| \| 3.º \| Jean-Pierre Drucker \| BMC Racing Team \| + 6 s \| \| \| 4.º \| Mike Teunissen \| Team Sunweb \| + 6 s \| \| \| 5.º \| Szymon Sajnok \| CCC Sprandi Polkowice \| + 6 s \| \| \| 6.º \| Edward Theuns \| Team Sunweb \| + 0 s \| \| \| 8.º \| Maximiliano Richeze \| Quick-Step Floors \| + 0 s \| \| \| 9.º \| Aleksandr Porsev \| Gazprom-RusVelo \| + 0 s \| \| \| 10.º \| Simone Consonni \| UAE Team Emirates \| + 0 s \| \| |                     |                       |                 |
| |                     |                       |                 |
| |                     |                       |                 |
| Clasificación de la etapa |                     |                       |                 |
| Ciclista | Ciclista            | Equipo                | Tiempo          |
| 1.º | Sam Bennett         | Bora-Hansgrohe        | 3 h 36 min 28 s |
| 2.º | Eduard Prades       | Euskadi-Murias        | + 6 s           |
| 3.º | Jean-Pierre Drucker | BMC Racing Team       | + 6 s           |
| 4.º | Mike Teunissen      | Team Sunweb           | + 6 s           |
| 5.º | Szymon Sajnok       | CCC Sprandi Polkowice | + 6 s           |
| 6.º | Edward Theuns       | Team Sunweb           | + 0 s           |
| 8.º | Maximiliano Richeze | Quick-Step Floors     | + 0 s           |
| 9.º | Aleksandr Porsev    | Gazprom-RusVelo       | + 0 s           |
| 10.º | Simone Consonni     | UAE Team Emirates     | + 0 s           |

## Clasificaciones finales
- Las clasificaciones finalizaron de la siguiente forma:[3][4]

### Clasificación general
| \| Clasificación general \| Clasificación general \| Clasificación general \| Clasificación general \| Clasificación general \| \| Ciclista \| Ciclista \| Equipo \| Tiempo \| \| \| --------------------- \| --------------------- \| ---------------------------- \| --------------------- \| --------------------- \| \| 1.º \| Eduard Prades \| Euskadi-Murias \| 22 h 26 min 16 s \| \| \| 2.º \| Alexéi Lutsenko \| Astana \| + 0 s \| \| \| 3.º \| Nathan Haas \| Katusha-Alpecin \| + 4 s \| \| \| 4.º \| Diego Ulissi \| UAE Team Emirates \| + 4 s \| \| \| 5.º \| Fabio Felline \| Trek-Segafredo \| + 9 s \| \| \| 6.º \| Ruben Guerreiro \| Trek-Segafredo \| + 10 s \| \| \| 7.º \| Delio Fernández \| Delko-Marseille Provence-KTM \| + 10 s \| \| \| 8.º \| Matteo Fabbro \| Katusha-Alpecin \| + 10 s \| \| \| 9.º \| Mauro Finetto \| Delko-Marseille Provence-KTM \| + 10 s \| \| \| 10.º \| Nicolas Roche \| BMC Racing Team \| + 10 s \| \| |                 |                              |                  |
| |                 |                              |                  |
| Fuente: ProCyclingStats |                 |                              |                  |
| Clasificación general |                 |                              |                  |
| Ciclista | Ciclista        | Equipo                       | Tiempo           |
| 1.º | Eduard Prades   | Euskadi-Murias               | 22 h 26 min 16 s |
| 2.º | Alexéi Lutsenko | Astana                       | + 0 s            |
| 3.º | Nathan Haas     | Katusha-Alpecin              | + 4 s            |
| 4.º | Diego Ulissi    | UAE Team Emirates            | + 4 s            |
| 5.º | Fabio Felline   | Trek-Segafredo               | + 9 s            |
| 6.º | Ruben Guerreiro | Trek-Segafredo               | + 10 s           |
| 7.º | Delio Fernández | Delko-Marseille Provence-KTM | + 10 s           |
| 8.º | Matteo Fabbro   | Katusha-Alpecin              | + 10 s           |
| 9.º | Mauro Finetto   | Delko-Marseille Provence-KTM | + 10 s           |
| 10.º | Nicolas Roche   | BMC Racing Team              | + 10 s           |

### Clasificación por puntos
| Clasificación por puntos | Clasificación por puntos | Clasificación por puntos | Clasificación por puntos | Clasificación por puntos |
| Ciclista                 | Ciclista                 | Equipo                   | Puntos                   |                          |
| ------------------------ | ------------------------ | ------------------------ | ------------------------ | ------------------------ |
| 1.º                      | Sam Bennett              | Bora-Hansgrohe           | 71 pts                   |                          |
| 2.º                      | Álvaro Hodeg             | Quick-Step Floors        | 41 pts                   |                          |
| 3.º                      | Jean-Pierre Drucker      | BMC Racing Team          | 38 pts                   |                          |
| 4.º                      | Maximiliano Richeze      | Quick-Step Floors        | 37 pts                   |                          |
| 5.º                      | Nathan Haas              | Katusha-Alpecin          | 37 pts                   |                          |
| 6.º                      | John Degenkolb           | Trek-Segafredo           | 36 pts                   |                          |
| 7.º                      | Simone Consonni          | UAE Team Emirates        | 29 pts                   |                          |
| 8.º                      | Eduard Prades            | Euskadi-Murias           | 28 pts                   |                          |
| 9.º                      | Alexéi Lutsenko          | Astana                   | 27 pts                   |                          |
| 10.º                     | Edward Theuns            | Team Sunweb              | 27 pts                   |                          |

### Clasificación de la montaña
| Clasificación de la montaña | Clasificación de la montaña | Clasificación de la montaña | Clasificación de la montaña | Clasificación de la montaña |
| Ciclista                    | Ciclista                    | Equipo                      | Puntos                      |                             |
| --------------------------- | --------------------------- | --------------------------- | --------------------------- | --------------------------- |
| 1.º                         | Grega Bole                  | Bahrain-Merida              | 16 pts                      |                             |
| 2.º                         | Aldemar Reyes Ortega        | Manzana Postobón            | 16 pts                      |                             |
| 3.º                         | Beñat Txoperena             | Euskadi-Murias              | 11 pts                      |                             |
| 4.º                         | Kenneth Van Rooy            | Sport Vlaanderen-Baloise    | 6 pts                       |                             |
| 5.º                         | Alexéi Lutsenko             | Astana                      | 5 pts                       |                             |
| 6.º                         | Yecid Sierra                | Manzana Postobón            | 5 pts                       |                             |
| 7.º                         | Feritcan Şamlı              | Turquía                     | 5 pts                       |                             |
| 8.º                         | Diego Rubio                 | Burgos-BH                   | 4 pts                       |                             |
| 9.º                         | Aimé De Gendt               | Sport Vlaanderen-Baloise    | 3 pts                       |                             |
| 10.º                        | Diego Ulissi                | UAE Team Emirates           | 3 pts                       |                             |

### Clasificación de los sprints por las "Bellezas de Turquía"
| Clasificación de las metas volantes | Clasificación de las metas volantes | Clasificación de las metas volantes | Clasificación de las metas volantes | Clasificación de las metas volantes |
| Ciclista                            | Ciclista                            | Equipo                              | Puntos                              |                                     |
| ----------------------------------- | ----------------------------------- | ----------------------------------- | ----------------------------------- | ----------------------------------- |
| 1.º                                 | Onur Balkan                         | Torku Şekerspor                     | 15 pts                              |                                     |
| 2.º                                 | Paweł Cieślik                       | CCC Sprandi Polkowice               | 5 pts                               |                                     |
| 3.º                                 | Iljo Keisse                         | Quick-Step Floors                   | 5 pts                               |                                     |
| 4.º                                 | Muhammet Atalay                     | Torku Şekerspor                     | 5 pts                               |                                     |
| 5.º                                 | Thomas Sprengers                    | Sport Vlaanderen-Baloise            | 3 pts                               |                                     |
| 6.º                                 | Aimé De Gendt                       | Sport Vlaanderen-Baloise            | 3 pts                               |                                     |
| 7.º                                 | Álvaro Hodeg                        | Quick-Step Floors                   | 3 pts                               |                                     |
| 8.º                                 | Beñat Txoperena                     | Euskadi-Murias                      | 3 pts                               |                                     |
| 9.º                                 | Preben Van Hecke                    | Sport Vlaanderen-Baloise            | 3 pts                               |                                     |
| 10.º                                | Feritcan Şamlı                      | Torku Şekerspor                     | 3 pts                               |                                     |

### Clasificación por equipos
| Clasificación por equipos | Clasificación por equipos    | Clasificación por equipos | Clasificación por equipos |
| Equipo                    | Equipo                       | Tiempo                    |                           |
| ------------------------- | ---------------------------- | ------------------------- | ------------------------- |
| 1.º                       | BMC Racing Team              | 67 h 19 min 18 s          |                           |
| 2.º                       | Katusha-Alpecin              | + 23 s                    |                           |
| 3.º                       | Trek-Segafredo               | + 45 s                    |                           |
| 4.º                       | Manzana Postobón             | + 1 min 01 s              |                           |
| 5.º                       | Sport Vlaanderen-Baloise     | + 1 min 30 s              |                           |
| 6.º                       | Caja Rural-Seguros RGA       | + 1 min 39 s              |                           |
| 7.º                       | Delko-Marseille Provence-KTM | + 1 min 51 s              |                           |
| 8.º                       | Burgos-BH                    | + 4 min 27 s              |                           |
| 9.º                       | WB-Aqua Protect-Veranclassic | + 4 min 37 s              |                           |
| 10.º                      | Team Sunweb                  | + 4 min 46 s              |                           |

## Evolución de las clasificaciones
| Etapa                   | Vencedor                | Clasificación general | Clasificación por puntos | Clasificación de la montaña | Clasificación de los sprints "Bellezas de Turquía" | Clasificación por equipos |
| ----------------------- | ----------------------- | --------------------- | ------------------------ | --------------------------- | -------------------------------------------------- | ------------------------- |
| 1.ª                     | Maximiliano Richeze     | Maximiliano Richeze   | Maximiliano Richeze      | Beñat Txoperena             | Onur Balkan                                        | Quick-Step Floors         |
| 2.ª                     | Sam Bennett             | Sam Bennett           | Sam Bennett              | Beñat Txoperena             | Onur Balkan                                        | Sport Vlaanderen-Baloise  |
| 3.ª                     | Sam Bennett             | Sam Bennett           | Sam Bennett              | Beñat Txoperena             | Onur Balkan                                        | Sport Vlaanderen-Baloise  |
| 4.ª                     | Alexey Lutsenko         | Alexey Lutsenko       | Sam Bennett              | Aldemar Reyes               | Onur Balkan                                        | BMC Racing                |
| 5.ª                     | Álvaro Hodeg            | Alexey Lutsenko       | Sam Bennett              | Aldemar Reyes               | Onur Balkan                                        | BMC Racing                |
| 6.ª                     | Sam Bennett             | Eduard Prades         | Sam Bennett              | Grega Bole                  | Onur Balkan                                        | BMC Racing                |
| Clasificaciones finales | Clasificaciones finales | Eduard Prades         | Sam Bennett              | Grega Bole                  | Onur Balkan                                        | BMC Racing                |

## UCI World Ranking
El Tour de Turquía otorga puntos para el UCI WorldTour 2018 y el UCI World Ranking, este último para corredores de los equipos en las categorías UCI WorldTeam, Profesional Continental y Equipos Continentales. Las siguientes tablas muestran el baremo de puntuación y los 10 corredores que obtuvieron más puntos:
| Posición              | 1.º | 2.º | 3.º | 4.º | 5.º | 6.º | 7.º | 8.º | 9.º | 10.º | 11.º | 12.º | 13.º | 14.º | 15.º-20.º | 21.º-30.º | 31.º-50.º | 51.º-55.º | 56.º-60.º |
| Clasificación general | 300 | 250 | 215 | 175 | 120 | 115 | 95  | 75  | 60  | 50   | 40   | 35   | 30   | 25   | 20        | 12        | 5         | 2         | 1         |
| Por etapa             | 40  | 15  | 6   |     |     |     |     |     |     |      |      |      |      |      |           |           |           |           |           |
| Líder                 | 6   |     |     |     |     |     |     |     |     |      |      |      |      |      |           |           |           |           |           |

| Clasificación |                     |                               |         |       |       |       |
| Posición      | Ciclista            | Equipo                        | General | Etapa | Líder | Total |
| ------------- | ------------------- | ----------------------------- | ------- | ----- | ----- | ----- |
| 1.º           | Eduard Prades       | Euskadi Basque Country-Murias | 300     | 21    | -     | 321   |
| 2.º           | Alexey Lutsenko     | Astana                        | 250     | 40    | 12    | 302   |
| 3.º           | Nathan Haas         | Katusha-Alpecin               | 215     | 6     | -     | 221   |
| 4.º           | Diego Ulissi        | UAE Emirates                  | 175     | 15    | -     | 190   |
| 5.º           | Sam Bennett         | Bora-Hansgrohe                | -       | 135   | 12    | 147   |
| 6.º           | Fabio Felline       | Trek-Segafredo                | 120     | -     | -     | 120   |
| 7.º           | Ruben Guerreiro     | Trek-Segafredo                | 115     | -     | -     | 115   |
| 8.º           | Delio Fernández     | Delko Marseille Provence KTM  | 95      | -     | -     | 95    |
| 9.º           | Matteo Fabbro       | Katusha-Alpecin               | 75      | -     | -     | 75    |
| 10.º          | Maximiliano Richeze | Quick-Step Floors             | -       | 55    | 6     | 61    |